# Dendrophthora remotiflora
Dendrophthora remotiflora är en sandelträdsväxtart som beskrevs av Ignatz Urban. Dendrophthora remotiflora ingår i släktet Dendrophthora och familjen sandelträdsväxter. Inga underarter finns listade i Catalogue of Life.